# Беинит
Беинит (по енгл. E. C. Bain) је прелазна микроструктура која се појављује током термичке обраде угљеничних челика. Ствара се на температурама које леже између температура стварања перлита и темпаратура стварања мартензита. 

## Структура и особине
Ставрање перлита је чисто дифузиони процес (реконструктивни процес), док се стварање мартензита одвија бездифузионо (смицајни процес). Као је већ поменуто беинит је прелазно стање стварање, односно комбинација дифузионих и бездифузионих фазних промена. Коначан изглед микроструктуре беинита зависи у највећој мери од брзине хлађења, масеног удела угљеника, односно масеног удела осталих легирајућих елемената.
Беинит се, као и перлит, састоји из ферита и цементита (Fe3C). Разликује се од класичног ферита по облику зрна тзв. „беинитног ферита“, као и по облику, расподели и величини цементита исталоженог у феритној основи. У основи беинит се дели на две подгрупе: тзв. гроњи беинит (груби беинит) и доњи беинит (фини беинит). Као у случају мартензита и беинит због своје природе настанка, која укључује дифузионе и недифузионе (у овом случају смицајне) процесе, није присутан на фазном дијаграму Fe3C. У ту сврху се користе изотермални, односно тзв. ТТТ дијаграми (енгл. Time-Temperature-Transformation).

## Погледај
- Мартензит